# Мельниця (річка)
Ме́льниця (рос. Мельница) — річка в Україні, в межах Костопільського і Сарненського районів Рівненської області. Ліва притока Горині (басейн Прип'яті).

## Опис
Довжина 39 км, площа басейну — 432 км². Долина заболочена, широка. Річище слабозвивисте, на значному протязі випрямлене, ширина його на окремих ділянках до 12 м. Похил річки 0,87 м/км. Живлення мішане. Замерзає у середині грудня, скресає у березні. Споруджено ставки. Мельниця — водоприймач меліоративних систем (зокрема, осушувальної «Мельниця»).

## Розташування
Бере початок на південно-східній околиці села Майдан. Тече переважно на північний схід. Впадає до Горині біля південної околиці села Кричильськ.
Населені пункти вздовж берегової смуги: Малий Стидин, Великий Стидин, Великий Мидськ, Малий Мидськ, Рудня, Мельниця, Труди, Бутейки, Велике Вербче, Мале Вербче, Корост.
Основні притоки — Голубиця, Байчиця (Чопелька) (ліві).